# Joy Tanner
Joy Tanner (ur. 7 marca 1966 w Rochester) – amerykańska aktorka filmowa i telewizyjna.

## Filmografia
- Bal maturalny IV: Ocal nas od zła (Prom Night IV: Deliver Us from Evil, 1992) – Laura
- Liar's Edge (1992) – Ruth
- Shadow Lake (1999) – Stephanie Garvey
- Dopuszczalne ryzyko (Acceptable Risk, 2001)
- Jackie, Ethel, Joan: The Women of Camelot (2001) – Lee Bouvier
- Good Fences (2003) – Binky
- Derek kontra rodzinka (Life with Derek, 2005–2009) – Nora McDonald
- Dwaj panowie Kissel (The Two Mr. Kissels, 2008) – stylistka
- Degrassi: Nowe pokolenie (Degrassi: The Next Generation, 2009–2013) – Laura Coyne
- Zwariowane wakacje (Vacation with Derek, 2010) – Nora MacDonald
- Dom na końcu ulicy (House at the End of the Street, 2012) – Bonnie Reynolds
- Neverlake (2013) – Olga